# Lupinus horizontalis
Lupinus horizontalis är en ärtväxtart som beskrevs av Amos Arthur Heller. Lupinus horizontalis ingår i släktet lupiner, och familjen ärtväxter.

## Underarter
Arten delas in i följande underarter:
- L. h. horizontalis
- L. h. platypetalus